# 둔스 스코투스

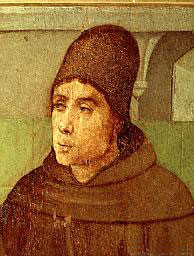
둔스 스코투스

둔스 스코투스(Duns Scotus, 1266년~1308년)는 영국 스코틀랜드의 스콜라 철학자이다. 로마 가톨릭교회의 복자이며 '영민한 박사'(Doctor Subtilis)라고 불렸다. 주요작품으로 'Opus oxoniense'와 'Opus parisiense' 2부로 구성된 명제집 주석서가 있다.

## 생애
기독교인으로 프란치스코회(작은형제회)에 입회하고 옥스퍼드에서 배웠으며, 학업을 마친 다음에는 그곳에서 교편을 잡았고, 1305년부터는 파리에서 가르쳤으며, 1308년 쾰른에서 사망하였다. 그는 옥스퍼드에서 일어난 새로운 자연 연구의 영향과 프란치스코회의 신학적 노선 아래에서 아우구스티누스의 영향을 받아 토마스 아퀴나스의 사상에 반대하고 중세철학을 점차 르네상스로 인도하는 중요한 계기를 만들었다.

## 사상
기독교의 유신론에서, 토마스 아퀴나스의 신에 대한 존재의 논증을 비판하였다. 본래 논증은 원인으로부터 결과를 이끌어내야 하는데 거꾸로 결과로부터 원인을 증명하는 토마스 아퀴나스의 신의 증명은 이성적인 논증이라고는 할 수 없다고 하였다. 여기에서 이성의 논증을 행하는 철학과 계시에 바탕을 두는 신학을 가르는 길이 열렸다. 또 현실에 존재하는 사물의 개별성을 존중하여 개별성이야말로 사물의 본질을 완성시키는 최종적 요소라고 하였다.
프란치스칸 신학적 성향을 따르면서 '사랑'을 기초로 하고 사랑의 빛으로 받은 새로운 사고의 종합을 이루었다. 의지의 우월성을 두는 주의주의를 펼쳤다. 의지는 독립적이고, 정신활동을 지배하며 인간에게 개성을 가져다주는 것으로 보았다. 프란치스칸 그리스도중심주의는 스코투스의 종합 안에서 '육화이유'와 더불어 최고의 경지에 이르게 된다. 즉, 말씀은 우선적으로 구원을 이루기 위해 사람이 된 것이 아니라, 하느님께서 사랑으로 사람을 사랑할 수 있는 한 존재를 자신 밖에서 찾아내셨기 때문이라는 것이다.
현실에 있어서는 보편성과 개별성이 동등하게 작용한다고 생각하여 종래의 보편성 우위에 반대하고 개별성의 입장을 대등한 위치로 끌어올렸다. 이것은 후에 윌리엄 오컴에 의한 개별성 우위의 사상으로 발전한다. 지성과 의지의 관계에 대해서는 직관(直觀)의 인식을 중요시하여 의지의 우위를 말하고 자유로운 의지에 의한 인식을 존중하였다. 그의 논법은 미세한 점까지 파고들었으므로 '영민한 박사'(Doctor Subtilis)라는 별명을 얻었으나, 그의 독창적 사고는 스콜라 철학에 머무르면서도 토마스 주의를 비판하여 새로운 철학의 길을 준비하였다.

## 같이 보기
- 스코투스주의

## 참고 문헌
- 이상영, 이재승 공저, 법사상사, 한국방송통신대학교출판부, 2005.